# علم الضبط
علم الضبط هو العلم الذي يهتم بوضع النقط على الحروف وضبطها بالشكل التام على حسب القراءة والرواية المعتمدة في ضبط المصحف ويلحق بذلك وضع علامات خاصة بالوقوف وبرؤوس الآي.